# Razzia in St. Pauli
Razzia in St. Pauli ist ein deutscher Schwarz-Weiß-Film des Poetischen Realismus aus dem Jahre 1932, dessen Handlung im Vergnügungs- und Rotlichtviertel des Hamburger Stadtteils St. Pauli angesiedelt ist.

## Handlung
Der Einbrecher Matrosen-Karl ist nach einem Schaufensterdiebstahl bei einem Juwelier auf der Flucht vor der Polizei. Er versteckt sich bei der Prostituierten Ballhaus-Else. Else ist mit ihrem Leben unzufrieden und fasst den Entschluss, mit Matrosen-Karl St. Pauli zu verlassen. Der daraufhin folgende Liebesakt wird nur angedeutet, indem ein Teddybär auf eine Puppe geworfen wird. Um sich von ihrem gutmütigen Lebenspartner, dem Barpianisten Musiker-Leo zu verabschieden, begeben sich Else und Karl in die Kongo-Bar. Dort wird die Nacht über viel getanzt und getrunken, bis die Polizei auf der Suche nach Karl dort eintrifft und ihn nach einigem Gerangel schließlich festnimmt. Else geht mit dem betrunkenen und müden Leo nach Hause, und alles scheint wieder seinen gewohnten Gang zu gehen.
Die spärliche Handlung wird eingerahmt von Szenen, in denen am Anfang des Films fünf Minuten lang romantische Impressionen vom Hamburger Hafen bei den Landungsbrücken gezeigt werden, untermalt mit passender, seemannsliedtypischer Akkordeon-Musik. Man sieht Hafenarbeiter, untermalt mit der Musik von dem Lied Heer der Hafenarbeiter, sowie Impressionen der Großen Freiheit mit dem Hippodrom und der St.-Joseph-Kirche. Außerdem die Schmuckstraße mit dem chinesischen Restaurant Chop Shuy in der Schmuckstraße 18 und am Ende des Films wiederum Hafenarbeiter, die zur Arbeit gehen, teilweise überblendet mit einem sich gleichmäßig und monoton drehenden Antriebsrad einer Maschine, untermalt mit dem Marschlied vom Heer der Hafenarbeiter. Zwischen der Handlung sind gelegentlich Außenaufnahmen platziert, die zeigen sollen, wie die Zeit vergeht, und Impressionen in der Bar, die die Trostlosigkeit des Milieus darstellen sollen und sich zu einem bunten Treiben entwickeln. Hinzu kommen, um Spannung zu erzeugen, zwischendurch hin und wieder Orts- und Szenenwechsel zur Polizei, die zeigen sollen, dass es für Matrosen-Karl immer gefährlicher wird. Damit man weiß, um welche Polizeiwache es sich zum Schluss handelt, wird auch einmal das Schild der Polizeiwache 13 gezeigt. Als Übergänge zwischen anderen Orts- und Szenenwechseln dienen zeitweise Überblendungen, in denen zum Beispiel entweder tanzende Beine und bewegtes Wasser oder, etwas überblendungsreicher, die mit Leuchtreklame verzierten oder gekennzeichneten Häuserfassaden der Reeperbahn mit dem Panoptikum und dem Zillertal sowie tanzende Beine, Musiker und beschwingte Gäste unter anderem gezeigt werden, um das pulsierende Nachtleben St. Paulis darzustellen, untermalt mit zu den Szenen passender Musik.

## Produktionsnotizen
Die Innenaufnahmen des von der Berliner Orbis-Film GmbH produzierten Films wurden im Glasdachatelier der Vera-Filmwerke AG in Hamburg-Alsterdorf gedreht, laut dem Spiegel vom 19. Juli 1947, jedoch taucht deren Name im Abspann des Filmes nicht auf. Regie führte Werner Hochbaum, der auch schon für die Vera-Filmwerke AG als Regisseur in Erscheinung trat. Wie groß der Anteil der Vera-Filmwerke AG an der Produktion des Filmes ist, ist unklar. In Michael Tötebergs Buch Filmstadt Hamburg wird dagegen angegeben, dass die Innenaufnahmen in Berlin gedreht wurden. Für die Bauten und Dekorationen im Studio war Willy Schiller zuständig, für den Ton Franz Schröder und den Tonschnitt Carl Behr (im Filmabspann Karl Behr). Gesungen haben Charly Wittong, der die Lieder Seemanns Freud und Leid und Hamborger Fährjung (von Walter Rothenburg im Hamburger Platt für Charly Wittong geschrieben) in seiner Rolle als Sänger vortrug, und Ernst Busch, der das Lied vom Heer der Hafenarbeiter am Ende des Films sang, ohne gezeigt zu werden. Der Text zu dem Lied Heer der Hafenarbeiter stammt von Carl Behr und Hedy Knorr (im Filmabspann Hedwig Knorr). Die Filmlänge wird oft in Quellen mit ca. 64 Minuten oder mit 74 Minuten angegeben.

## Zensur
Am 11. April 1932 wurde der Film für Kinder und Jugendliche verboten. Die Uraufführung fand am 20. Mai 1932 im Ufa-Theater Kurfürstendamm in Berlin statt. Nach der Machtergreifung der Nationalsozialisten wurde der Film am 7. Dezember 1933 gänzlich verboten. In der Begründung der Film-Oberprüfstelle hieß es:

„Der Bildstreifen spielt unter dem Vorwand eines sozialen Anklagefilms zu einem Großteil im und am Bett und im Schlafzimmer einer Hafendirne und im übrigen in einer Matrosen- und Verbrecherkneipe. Eine solche Darstellung ist mit der heutigen Auffassung von Sitte und Anstand nicht in Einklang zu bringen und läuft den Bestrebungen des neuen Staates entgegen, der die Prostitution als eine körperliche und sittliche Gefahrenquelle bekämpft. Diesen Bestrebungen schlägt es geradezu ins Gesicht, wenn hier eine nicht abreißende Kette von Brutstätten des Lasters und der Unzucht im Bilde vorgeführt wird, sodass in dem Beschauer der Eindruck entsteht, als wären derartige Zustände auch im heutigen Staat noch denkbar oder gar möglich.“

Nach dem Zweiten Weltkrieg wurde das Verbot wieder aufgehoben.